# Цьолково
Цьолково (пол. Ciołkowo) — село в Польщі, у гміні Кробя Гостинського повіту Великопольського воєводства.
Населення — 256 осіб (2011).
У 1975-1998 роках село належало до Лешненського воєводства.

## Демографія
Демографічна структура станом на 31 березня 2011 року:
|          | Загалом | Допрацездатний вік | Працездатний вік | Постпрацездатний вік |
| -------- | ------- | ------------------ | ---------------- | -------------------- |
| Чоловіки | 129     | 36                 | 82               | 11                   |
| Жінки    | 127     | 15                 | 83               | 29                   |
| Разом    | 256     | 51                 | 165              | 40                   |